# Aeroporto di Yamagata
L'aeroporto di Yamagata (山形空港?, Yamagata Kūkō) (IATA: GAJ, ICAO: RJSC) è un aeroporto giapponese che serve la città di Higashine, nella prefettura di Yamagata, indicato dalle autorità dell'aviazione civile giapponese come aeroporto di seconda classe. L'aeroporto si trova a 23 km a nord della città di Yamagata.
La struttura è posta all'altitudine di 105 m s.l.m. (345 ft), costituita da un terminal passeggeri, una torre di controllo e da una pista lunga 2 000 m e larga 46 m (6 562 x 150 ft), con superficie in conglomerato bituminoso e orientamento 07/25, equipaggiata con dispositivi di assistenza all'atterraggio tra i quali un impianto di illuminazione ad alta intensità (HIRL) con segnalazione della zona di touchdown (TDZL) e indicatore di angolo di approccio PAPI.
Originariamente creato come pista d'atterraggio e base d'addestramento al volo del Dai-Nippon Teikoku Kaigun Kōkū Hombu, componente aerea della Marina imperiale giapponese, durante la seconda guerra mondiale, l'aeroporto divenne di tipologia mista militare e civile nel 1964, anno in cui iniziarono ad operare voli di linea. La struttura fu base operativa durante le operazioni di soccorso statunitensi in seguito al terremoto e maremoto del Tōhoku del 2011.

## Statistiche
Questo grafico non è disponibile a causa di un problema tecnico.
Si prega di non rimuoverlo.
Vedi la query Wikidata di origine.